# Я вернусь
«Я верну́сь» (укр. «Я повернуся») — другий альбом української співачки Ані Лорак.

## Список пісень
1. «Как в детстве»
2. «Утенок»
3. «Мне все равно»
4. «Грешная любовь»
5. «Изгой»
6. «О моя любовь»
7. «Вредная»
8. «Чужой город»
9. «Я вернусь»
10. «Считалочка»
11. «Осень с тобой»
12. «Свет звезды»